# Eastern European Time
| Blau clar | Hora d'Europa Occidental (UTC+0)                                          |
| Blau      | Hora d'Europa Occidental (UTC+0) Hora d'Europa Occidental d'Estiu (UTC+1) |
| Vermell   | Hora d'Europa Central (UTC+1) Hora d'Europa Central d'Estiu (UTC+2)       |
| Groc      | Hora de Kaliningrad (UTC+2)                                               |
| Caqui     | Hora d'Europa Oriental (UTC+2) Hora d'Europa Oriental d'Estiu (UTC+3)     |
| Verd clar | Hora de Moscou (UTC+3)                                                    |

Hora d'Europa Oriental (EET), per les seves sigles en anglès Eastern European Time) és un dels noms del fus horari situat dues hores avançat al Temps Universal Coordinat (UTC+2). És emprat en nombrosos països d'Europa oriental, del nord d'Àfrica i alguns països d'Orient Mitjà.
Durant els mesos d'hivern, els països que fan servir aquest fus horari tenen una diferència de 2 hores respecte al temps universal coordinat. En canvi, durant l'estiu, la majoria d'aquests països assoleixen una diferència de 3 hores respecte a l'horari UTC (l'anomenada Hora d'estiu d'Europa oriental, EEST) per tal d'estalviar energia.

## Països que la utilitzen
Un país que fa servir l'horari d'Europa oriental durant tot l'any és:
- Líbia

Els següents països, o parts d'aquests, fan servir l'hora d'Europa oriental durant l'hivern:
- Belarús, entre 1922 i 1930, i des de 1991
- Bulgària, des de 1894
- Egipte
- Estònia, entre 1921 i 1940, i des de 1989
- Finlàndia, des de 1921
- Grècia, des de 1916
- Israel
- Jordània
- Letònia, entre 1926 i 1940, i des de 1989
- Líban
- Lituània, el 1920 i des de 1989
- Moldàvia, entre 1924 i 1940, i des de 1991
- Palestina
- Romania, des de 1931
- Síria
- Turquia, des de 1910, excepte el període 1978-1985
- Ucraïna, entre 1924 i 1930, i des de 1990
- Xipre

Entre 1922 i 1930, i novament entre 1991 i 1992, Moscou i la Rússia més occidental empraren també l'horari d'Europa Oriental. A Polònia fou utilitzat entre 1918 i 1922.
En el sentit contrari, durant la Segona Guerra Mundial, Alemanya va fer servir l'horari d'Europa central (CET) als territoris ocupats de l'Europa oriental.

## Principals àrees metropolitanes
Les principals ciutats situades en aquest fus horari són:
- Ankara, Turquia
- Atenes, Grècia
- Beirut, Líban
- Bucarest, Romania
- Chişinău, República de Moldàvia
- Cluj-Napoca, Romania
- Constanţa, Romania
- Damasc, Síria
- Esmirna, Turquia
- Hèlsinki, Finlàndia
- Iaşi, Romania
- Istanbul, Turquia
- Jerusalem, Israel
- Khàrkiv, Ucraïna
- Kíiv, Ucraïna
- Lviv, Ucraïna
- Minsk, Belarús
- Nicòsia, Xipre
- Riga, Letònia
- Sofia, Bulgària
- Tallinn, Estònia
- Tel-Aviv, Israel
- Tessalònica, Grècia
- Vílnius, Lituània

## Végeu també
- Fus horari
- Horari d'estiu
- Hora Central Europea